# Caja de Jaén
Caja de Jaén (Caja Provincial de Ahorros de Jaén) fue una entidad de crédito miembro de la Confederación Española de Cajas de Ahorros (CECA) y de la Federación Andaluza de Cajas de Ahorros (FACA) que desapareció en 2010 al ser absorbida por Unicaja. Tenía su sede social en Jaén.

## Historia
Desde el siglo XVIII se percibió la necesidad, para amortiguar la estructura desigual de la sociedad de la época, de potenciar el ahorro y préstamo popular como la salvación física y económica de las clases populares de la provincia de Jaén.
Fueron varios los intentos, fundamentalmente amparados por la Iglesia y Asociaciones Gremiales, a los que podemos considerar antecedentes históricos de la actual Caja de Jaén, pudiendo destacar:
- 1737-1808 Monte de Piedad de Nuestra Señora de la Cabeza (Andújar).
- 1750-1810 Monte de Piedad del Santísimo Cristo del Sepulcro y de Nuestra Señora de los Dolores (Jaén)
- 1857-1866 Círculo Industrial y Caja de Ahorros (Jaén)
- 1868 Caja de Ahorros, Ilustración y Recreo (Jaén)
- 1879-1896 Caja de Ahorros y Monte de Piedad de Linares
- 1902-1910 Caja de Ahorros y Monte de Piedad de Andújar

Estos Montes de Piedad y Cajas de Ahorros fracasaron debido, más que a sus fundadores, a la realidad socioeconómica de la época. Su influencia fue escasa en el desarrollo de la provincia de Jaén.
Es el 7 de abril de 1943 cuando la Excelentísima Diputación Provincial de Jaén retoma la necesidad de una entidad financiera de Jaén y para Jaén y “acuerda la creación de una Comisión Gestora para que redacte un proyecto de Estatutos para la implantación y funcionamiento de la Caja Provincial de Ahorros y Préstamos”.

### Creación
El 29 de enero de 1980, la Diputación Provincial de Jaén, presidida por Leocadio Marín designa a los 27 diputados provinciales como fundadores de la Caja Provincial de Ahorros de Jaén. El 22 de febrero de 1980 se constituye la Comisión Gestora, que será integrada por siete miembros, designados por la corporación provincial, siendo elegido Cristóbal López Carvajal como Presidente y José Luis Puche Pardo como Vicepresidente.
El 25 de junio de 1981 se inaugura la primera sede social de la Caja como entidad de crédito, comenzando su andadura con una dotación inicial de doscientos cincuenta millones de pesetas (1.502.530,26 €) aportados por la Diputación Provincial.
Durante estos breves pero intensos más de veinte años, Caja Provincial de Ahorros de Jaén ha tenido como Presidentes del Consejo de Administración a:
- Cristóbal López Carvajal (1981-1983).
- Antonio Villargordo Hernández (1983-1987)
- Ángel Menéndez Pérez (1988-1989)
- Antonio Galán Sabalete (1990-1991)
- Francisco Tudela Salvador (1991-2000).
- José Antonio Arcos Moya (2001...)

### Los comienzos, año 1981
El 24 de junio de 1981 se efectúa la inauguración de la sede social y, al día siguiente, comienzan las operaciones propias de una entidad financiera.
Comienza así el funcionamiento de la Caja Provincial de Ahorros de Jaén que, a lo largo de los primeros seis meses solicitará su ingreso en el Registro Especial de Cajas Generales de Ahorros, en la Federación de Cajas de Ahorro de Andalucía y en la Confederación Española de Cajas de Ahorros.
La plantilla de la Caja está formada por trece personas distribuidas en diferentes áreas: un director general, dos subdirecciones Generales, un interventor, un informático, un secretario general, seis auxiliares administrativos y un ayudante de ahorro.
El año 1981 acaba con un beneficio de 24,5 millones de pts (147.245 €), con una distribución de 74,6% a reservas y un 25,4% como primera dotación a la Obra Benéfico Social.
El 1 de julio de 1983, tras los dos primeros ejercicios auditados por el Banco de España, se confirma la autorización concedida.
El 14 de octubre de 1983 se procede a la apertura de la primera Oficina Urbana de Jaén en la capital jienense. En ese mismo año se adquieren locales para aperturas de las primeras sucursales en la provincia en Mancha Real y Torredelcampo.

### Diez años después, año 1990
Diez años después, Caja de Jaén cuenta con 16 oficinas, 6 en la capital y 10 en diferentes pueblos de la provincia, y un total de 100 empleados. Los Recursos Propios ascendían a 1.540 millones de pts (9.255.364 €) antes de la distribución de los beneficios obtenidos en este año, que ascendieron a 435 millones de pts (2.614.340 €) antes de impuestos.
En este año, el Consejo de Administración de la Caja está presidido hasta el 15 de octubre por D. Ángel Menéndez Pérez, que tiene que dimitir por incompatibilidad al ser nombrado Delegado Provincial de Economía y Hacienda de la Junta de Andalucía en Jaén. Es sustituido por Antonio Galán Sabalete, que decidió la opción de Fondo Externo para el Plan de Pensiones de Empleados de Caja de Jaén en cumplimiento del Convenio Colectivo del Sector. Asimismo es el año de la consolidación plena del Área de informática de la Caja, a través de la Sociedad Ibermática, S.A., una vez transcurrido el lógico proceso de adaptación que supuso el año 1989, en el que se implantó el nuevo sistema informático.
La Obra Social, invirtió en este año 56 millones de pts (336.559 €), destacando el II Certamen del Premio Caja de Jaén de Artesanía, que este año se dedicó a Cerámica y Fibra Vegetal, con más de 160 obras presentadas. En octubre, la Obra Socio Cultural se hizo cargo del Club de Atletismo Zeus, que pasó a denominarse Club de Atletismo Caja de Jaén.

### Década de los años 2000
La promulgación de la Ley de Cajas de Ahorros de Andalucía obligaba a la Caja a la adecuación de Estatutos y Reglamento a la nueva normativa legal. Sin embargo, un profundo desacuerdo en el seno del Consejo de Administración y de la Asamblea que se prolongaba desde hacía más de un año, llevó a la celebración de dos Asambleas en las que no se consiguió la mayoría requerida, lo que obligó a la Consejería de Economía y Hacienda a intervenir a petición de la mayoría del Consejo de Administración, adecuando los preexistentes Estatuto y Reglamento.
En la renovación de los Órganos de Gobierno de la Entidad en abril de 2001 es elegido Presidente del Consejo de Administración de Caja de Jaén, José Antonio Arcos Moya en sustitución de Francisco Tudela Salvador, que ocupaba el cargo desde el año 1991. En el nuevo Consejo de Administración se sometió a debate un documento de trabajo titulado, “Acuerdo para la organización y funcionamiento de Caja de Jaén”, que permitió dos meses más tarde que la Asamblea aprobase por unanimidad Estatutos y Reglamento.
Se acomete de forma decida la finalización de las obras y el traslado de los Servicios Centrales a la nueva Sede Central de la Caja que culminan con su inauguración por el presidente de la Junta de Andalucía, Manuel Chaves, y a la que asistieron más de 2.000 invitados, haciéndola coincidir con el vigésimo aniversario de la Caja.
La jubilación prevista para finales del 2001 del director general, José Luis Ruiz de Marcos, hace que se opte por el nombramiento de un director general adjunto que pilotase de forma ordenada este periodo de transición y que fuera capaz de dirigir la nueva etapa que se abría en la Entidad. La persona elegida es Dionisio Martín Padilla, hasta este momento Jefe de la División de Medios.
En el último trimestre de 2001 el Consejo de Administración adopta dos decisiones trascendentales para el posterior desarrollo de la Entidad:
1. El cambio de plataforma informática: se abandonó Ibermática y después de varios estudios se contrató con Infodesa. Este cambio se hizo efectivo en 2003 y dotó a la Caja de nuevos y mejores medios para afrontar proyectos de futuro.
2. Se inició la elaboración de un nuevo Plan Estratégico 2002-2004, en el cual se detalló la política de expansión, organización y crecimiento de las variables más significativas.

Destacan, asimismo, el esfuerzo económico y humano en la adaptación de todos los procesos informáticos y en la preparación del personal al euro. Este esfuerzo se vio compensado con el éxito obtenido en la implantación.
Se cerró el año con 138 trabajadores en plantilla y 30 oficinas abiertas.
En este año la Obra Socio-Cultural invirtió en beneficios destinados a cubrir las demandas de la sociedad jiennense. Este dividendo social se distribuyó por conceptos a través de programas propios, dirigidos y gestionados por la Caja y otros diseñados en colaboración con instituciones públicas y privadas. Los Premios de Artesanía de Caja de Jaén, la colaboración con la UNED, Fundación para el desarrollo y promoción del olivar y del aceite de oliva, Club de Atletismo Caja de Jaén, los eventos culturales más importantes de la provincia, APROMPSI, Proyecto Hombre reconocen la implicación de esta Entidad con la realidad de su entorno.
Una nueva etapa comenzó en el año 2002, con el nombramiento de un nuevo director general, Dionisio Martín Padilla y la elaboración y puesta en marcha del Plan Estratégico de la Entidad 2002-2004.
El cumplimiento del Plan Estratégico ha supuesto:
- Aumentar el número de oficinas en más de un 20% en el periodo y la apuesta por salir fuera de la provincia y de la comunidad, con apertura de oficinas en Torremolinos, Badalona, Madrid y Sabadell.
- Un crecimiento de plantilla cercano al 15%.
- Incrementar la cuota de mercado extendiendo el negocio a todos los segmentos de la provincia, lo que motivó un aumento de los créditos sobre clientes en el año 2003 del 27,9% y un crecimiento de recursos ajenos del 24,8%.
- Alcanzar unos beneficios y unos recursos propios después de la aplicación de excedentes en el año 2003.

A nivel interno se ha creado un nuevo organigrama en la Entidad, más acorde con la nueva situación. A las existentes y consolidadas Áreas de Medios y Financiera se incorpora en el año 2002 el Área de Comercial y Marketing y en el 2004 el Área de Organización y Control.
Se crean las empresas:
- Jaén de Gestión y Asesoramiento, S.A., cuyo objeto fundamental es la tramitación de escrituras y documentos de las operaciones que sean suscritas entre la Caja y sus clientes
- Cartera Inmobiliaria Jaén S.A., cuya actividad fundamental es la promoción y desarrollo de proyectos urbanísticos y en general, la prestación de cualquier servicio relacionado con la actividad inmobiliaria.

En el año 2003 la Obra Sociocultural hizo una inversión, destacando la puesta en marcha de la Sala de Exposiciones Caja de Jaén, inaugurada el 6 de febrero de 2003. Con esta sala, la Caja dispone de un espacio para contribuir a la promoción y fomento de artistas, incrementando la oferta cultural de Jaén y provincia. En 2005 adquiere el Palacio del Vizconde de los Villares que será la sede de la Obra Socio Cultural de la Caja de Jaén.
La Caja de Jaén contaba con 49 oficinas, diez de las cuales estaban ubicadas en la capital jiennense, tres en la provincia de Barcelona (Badalona, Sabadell y Cornellá de Llobregat), dos en Madrid, otras dos en Linares y Martos, otras dos en Granada y otra en Torremolinos (Málaga). El resto de sucursales estaban implantadas en diferentes municipios de la provincia de Jaén.

### Absorción por Unicaja
Caja de Jaén inició en julio de 2009 un proceso de fusión con Unicaja  Archivado el 8 de abril de 2010 en Wayback Machine., acuerdo que fue ratificado por ambas asambleas en diciembre del mismo año. La escritura de fusión se formalizó el 11 de mayo de 2010. La denominación de la nueva entidad resultante de la fusión es Monte de Piedad y Caja de Ahorros de Ronda, Cádiz, Almería, Málaga, Antequera y Jaén.